# 克劳德·德·鲁弗鲁瓦
克劳德·德·鲁弗鲁瓦（1607年8月16日—1693年5月3日）路易十三的宠臣，第二代圣西门公爵路易·德·鲁弗鲁瓦的父亲。1636年因为替投降西班牙的叔父求情被逐出宫廷，路易十三去世前被召回，委托他协助办理自己身后事宜。